# Canadian-Pacific-Airlines-Flug 322
Canadian-Pacific-Airlines-Flug 322 (Flugnummer: CP322) war ein internationaler Linienflug der kanadischen Fluggesellschaft Canadian Pacific Airlines, auf dem am 7. Februar 1968 eine Boeing 707-138B bei einer Landung im Nebel auf dem Vancouver International Airport verunglückte, wobei zwei Menschen ums Leben kamen.

## Flugzeug
Die Boeing 707-138B (Kennzeichen: N791SAS, Fabriknummer: 17698, Seriennummer: 44) hatte Canadian Pacific Airlines von der US-amerikanischen Standard Airways im Wetlease gemietet. Sie war am 7. Juli 1959 an ihren Erstbesitzer Qantas ausgeliefert worden und ging am 1. April 1967 an Standard Airways. Diese verleaste die Maschine zunächst ab Mai 1967 an die westdeutsche Südflug und ab dem 15. Oktober 1967 an Canadian Pacific Airlines, wo sie den Taufnamen Empress of Sydney erhielt. Das vierstrahlige Langstrecken-Schmalrumpfflugzeug war mit vier Triebwerken des Typs Pratt & Whitney JT3D ausgestattet. Regulär setzte Canadian Pacific Airlines eigene Flugzeuge des Typs Douglas DC-8 auf ihren Langstreckenflügen ein.

## Besatzung
Da das Flugzeug im Wetlease gemietet war, stellte Standard Airways die aus zwei Piloten, einem Flugingenieur und einem Navigator bestehende Cockpitbesatzung. Die fünf Flugbegleiter an Bord waren Angestellte der Canadian Pacific Airlines.

## Unfallhergang
Der Flug von Honolulu verlief bis zum Landeanflug auf Vancouver ohne besondere Vorkommnisse. Obwohl auf dem Flughafen Vancouver dichter Nebel und starker Wind bei Sichtweiten von 200 Metern herrschten, wurde der Anflug fortgeführt. Beim Abfangen und unmittelbar vor dem Aufsetzen hatten die Piloten keinerlei visuellen Referenzen mehr, anhand derer sie ihre Position bestimmen könnten. 
Das Flugzeug setzte um 6:20 Uhr Ortszeit 300 Meter hinter der Landeschwelle der Bahn 08 und rechts versetzt zur Mittellinie hart auf. Es prallte von der Bahn ab und stieg wieder in die Luft. Der Kapitän wollte einen Fehlanflug durchführen, als das Flugzeug ein zweites Mal aufsetzte und es zu einem Kontrollverlust kam. Es platzten die Reifen des rechten Hauptfahrwerks, wodurch die Maschine nach rechts ausbrach.
Die Maschine kollidierte mit mehreren Kleinflugzeugen, von denen drei komplett zerstört wurden. Anschließend riss sie einen Wartungsschuppen mit. Ein Arbeiter, der sich im Schuppen befand, wurde tödlich verletzt. Die Maschine rollte am Terminal der Air Canada vorbei und streifte eine Douglas DC-8, die zum Abflug vorbereitet wurde. Dabei wurde ein Außentriebwerk der 707 abgerissen. Die Maschine durchschlug schließlich einen Maschendrahtzaun und rollte frontal in ein Verwaltungsgebäude, wobei sich das Flugzeug bis zu den Tragflächen in das Gebäude schob.

## Opfer
Bei dem Unfall wurde ein Techniker in einem Schuppen auf dem Flughafen getötet, außerdem starb ein Flugbegleiter.

## Reaktionen
Zu den Folgen des Unfalls äußerte der Vorsitzende der kanadischen Transportbehörde: „Wir haben da verdammt viel Glück gehabt. Es hätte weitaus schlimmer kommen können.“ Gleichzeitig äußerte er sein Bedauern über die zwei Todesopfer, die der Unfall gefordert hatte. 
Flughafenmitarbeiter äußerten ihre Erleichterung, dass sich der Unfall nicht zwei Stunden später ereignet hatte, weil dann deutlich mehr Mitarbeiter des Bodenpersonals Schicht gehabt hätten.

## Ursachen
Es stellte sich heraus, dass beide Piloten zum Zeitpunkt des Unfalls durchgehend seit 21 Stunden Dienst gehabt hatten, wodurch ihre Reaktionszeiten erheblich beeinträchtigt waren. Die Maschine war für die Landung falsch konfiguriert. Die Landegeschwindigkeit war zu hoch, die Sinkgeschwindigkeit zu niedrig. Wegen der geringen Sichtweite hätte der Anflug nicht durchgeführt werden dürfen. 

## Folgen
Die Maschine, deren Wert vor dem Unfall rund 5 Millionen Dollar betrug, wurde außer Betrieb genommen. Die Logos der Fluggesellschaft wurden überstrichen und das Flugzeug wurde zu einem abseits gelegenen Bereich des Flughafens Vancouver geschleppt, wo es einige weitere Monate eingelagert blieb. Anschließend wurde die Maschine mit einem Kahn zum Boeing-Werk in Everett (Washington) gebracht, wo sie ausgeschlachtet wurde.